# Erich Koschik
Erich Koschik (ur. 3 stycznia 1913 w Hamburgu, zm. 21 lipca 1985 tamże) – niemiecki kajakarz, kanadyjkarz, medalista olimpijski i mistrz Europy.

## Kariera sportowa
Zwyciężył w wyścigu kanadyjek jedynek (C-1) na 1000 metrów na mistrzostwach Europy w 1934 w Kopenhadze, wyprzedzając reprezentantów Czechosłowacji Bohumila Silnego i Bohuslava Karlíka. 
Zdobył brązowy medal w wyścigu kanadyjek jedynek na 1000 metrów na igrzyskach olimpijskich w 1936 w Berlinie, przegrywając jedynie z Frankiem Amyotem z Kanady i Karlíkiem.
Był mistrzem Niemiec na dystansie 1000 metrów w wyścigach jedynek w latach 1934–1936 i dwójek (C-2) w 1947 oraz wicemistrzem w konkurencji dwójek w 1948, a także mistrzem w wyścigu dwójek na 10 000 metrów w 1948